# Гірник Євгеній Володимирович
Євгеній Володимирович Гірник (12 серпня 1986, село Нижня Стинава Стрийського району Львівської області) — український державний діяч та науковець, виконувач обов'язків голови Львівської обласної ради з 6 квітня 2023 року до травня 2023 року.

## Біографія
Євгеній Гірник народився в селі Нижня Стинава Стрийського району Львівської області. Вищу освіту здобував у Київському торговельно-економічному університеті. Після закінчення університету працював у Державному управлінні справами. Пізніше навчався на юридичному факультеті Київського національного університету імені Тараса Шевченка.
Працював приватним підприємцем, а також комерційним директором та молодшим науковим співробітником Інституту обдарованої дитини Національної академії педагогічних наук України в Києві.
У 2020 році захистив кандидатську дисертацію та отримав учене звання кандидата економічних наук.
У 2020 році за підсумком виборів до Львівської обласної ради Євгеній Гірник обраний депутатом Львівської обласної ради від Всеукраїнського об'єднання «Батьківщина». 1 грудня 2020 року обраний першим заступником голови Львівської обласної ради.
Після відставки Ірини Гримак з посади голови обласної ради 6 квітня 2023 року Євгеній Гірник став виконувачем обов'язків голови Львівської обласної ради.
У травні 2023 року після перенесеної операції пішов у довготривалу лікарняну відпустку. Виконувати обов'язки голови Львівської обласної ради почав Холод Юрій Ігорович. 
30 червня 2023 року Євгеній Гірник подав заяву про складання повноважень першого заступника голови Львівської обласної ради, однак сесійна зала не підтримала рішення.